# Puchar Polski w hokeju na lodzie 2004
Puchar Polski w hokeju na lodzie 2004 – 7. edycja Pucharu Polski w hokeju na lodzie została rozegrana w dniach od 5 września do 30 grudnia 2004 roku.

## Plan rozgrywek
Rozgrywki składały się w czterech części:
- Runda wstępna: 5 września 2004
- Ćwierćfinał: 26 października 2004
- Półfinał: 23 listopada 2004
- Finał: 30 grudnia 2004

## Runda wstępna
| 5 września 2004 | KH Sanok | – | UKS ZSME Sosnowiec | 3:0 (1:0, 2:0, 0:0) |

## Ćwierćfinały
| 26 października 2004 | Dwory SA Unia Oświęcim      | – | KH Sanok                          | (w.o.)                            |
| 26 października 2004 | GKS Stoczniowiec Gdańsk     | – | TKH ThyssenKrupp Energostal Toruń | 1:1 (k. 2:3) (1:1, 0:0, 0:0, 0:0) |
| 26 października 2004 | GKS Tychy                   | – | MKS ComArch Cracovia SA           | 3:3 (k. 3:2) (0:3, 1:0, 2:0, 0:0) |
| 26 października 2004 | Wojas SSA Podhale Nowy Targ | – | KTH Krynica                       | 6:1 (2:0, 1:1, 3:0)               |

## Półfinały
| 23 listopada 2004 | Dwory SA Unia Oświęcim | – | TKH ThyssenKrupp Energostal Toruń | 2:1 (0:1, 2:0, 0:0) |
| 23 listopada 2004 | GKS Tychy              | – | Wojas SSA Podhale Nowy Targ       | 1:3 (0:2, 0:0, 1:1) |

## Finał
| 30 grudnia 2004 | Dwory SA Unia Oświęcim | 4:5 | Wojas SSA Podhale Nowy Targ | Hala Torwar II, Warszawa |

| Szczegóły   | Szczegóły                                                                                     | Szczegóły       | Szczegóły | Szczegóły   |
| ----------- | --------------------------------------------------------------------------------------------- | --------------- | --- | ----------- |
|             | W. Wojtarowicz (PP) 32:00 M. Puzio (EQ) 38:00 G. Piekarski (EQ) 46:00 M. Stebnicki (PP) 53:00 | (0:2, 2:1, 2:2) | 10:00 (EQ) D. Łyszczarczyk 15:00 (EQ) Z. Podlipni 28:00 (EQ) D. Łyszczarczyk 57:00 (PP) S. Łabuz 58:00 (EQ) M. Kolusz | Widzów: 800 |
| 16 min. kar |                                                                                               | 16 min. kar     | | Widzów: 800 |